# Javier Fragoso
Javier Fragoso (Cidade do México, 19 de abril de 1942 — Cuernavaca, 28 de dezembro de 2014) foi um futebolista mexicano que competiu nas Copa do Mundo de 1966 e 1970.